# Satisfaction Is the Death of Desire
Satisfaction Is the Death of Desire – pierwszy studyjny album amerykańskiej grupy muzycznej Hatebreed.

## Lista utworów
1. "Empty Promises" - 1:18
2. "Burn the Lies" - 1:45
3. "Before Dishonor" - 2:39
4. "Puritan" - 2:11
5. "Conceived Through an Act of Violence" - 1:44
6. "Afflicted Past" - 1:41
7. "Prepare for War" - 2:00
8. "Not One Truth" - 2:02
9. "Betrayed by Life" - 1:39
10. "Mark My Words" - 1:51
11. "Last Breath" - 1:33
12. "Burial for the Living" - 1:40
13. "Worlds Apart" - 2:04
14. "Driven by Suffering" - 1:34

## Twórcy
- Jamey Jasta - śpiew
- Lou „Boulder” Richards - gitara
- Matt McIntosh - gitara
- Chris Beattie - gitara basowa
- Jamie Pushbutton - perkusja